# Riberas del Río Tuela y afluentes
Riberas del Río Tuela y afluentes este o arie protejată (arie specială de conservare — SAC, sit de importanță comunitară — SCI) din Spania întinsă pe o suprafață de 497,62 ha, integral pe uscat.

## Localizare
Centrul sitului Riberas del Río Tuela y afluentes este situat la coordonatele 42°02′00″N 6°53′59″W / 42.0333°N 6.8998°V.

## Înființare
Situl Riberas del Río Tuela y afluentes a fost declarat sit de importanță comunitară în februarie 2004 pentru a proteja 2 specii de plante și 6 specii de animale. Situl a fost protejat și ca arie specială de conservare în septembrie 2015.

## Biodiversitate
Situată în ecoregiunea mediteraneană, aria protejată conține 16 habitate naturale: Turbării active, Mlaștini turboase de tranziție și turbării mișcătoare, Liziere de ierburi înalte hidrofile de câmpie și de nivel montan până la alpin, Pajiști umede atlantice temperate cu Erica ciliaris și Erica tetralix, Pante stâncoase silicioase cu vegetație casmofită, Păduri de stejar galițio-portugheze cu Quercus robur și Quercus pyrenaica, Păduri de Castanea sativa, Formațiuni ierboase bogate în specii de Nardus, dezvoltate pe substraturi silicioase în zone montane (și în zone submontane, în Europa continentală), Pajiști cu Molinia pe soluri calcaroase, turboase sau argilos-nămoloase (Molinion caeruleae), Roci stâncoase cu vegetație pionieră de Sedo-Scleranthion sau Sedo albi-Veronicion dillenii, Păduri de Quercus ilex și Quercus rotundifolia, Păduri aluvionare cu Alnus glutinosa și Fraxinus excelsior (Alno-Padion, Alnion incanae, Salicion albae), Cursuri de apă de la nivel de câmpie la nivel montan, cu vegetație Ranunculion fluitantis și Callitricho-Batrachion, Formațiuni montane de Cytisus purgans, Pajiști uscate europene, Fânețe de joasă altitudine (Alopecurus pratensis, Sanguisorba officinalis).
La baza desemnării sitului se află mai multe specii protejate:
- plante (2): Festuca elegans, Narcissus pseudonarcissus subsp. nobilis
- mamifere (3): Galemys pyrenaicus, vidră de râu (Lutra lutra), liliac comun (Myotis myotis)
- nevertebrate (2): rădașcă (Lucanus cervus), Margaritifera margaritifera
- reptile (1): Lacerta schreiberi

Pe lângă speciile protejate, pe teritoriul sitului au mai fost identificate 4 specii de plante, 8 specii de amfibieni, 5 specii de mamifere.